# Cierpkie głogi
Cierpkie głogi – polski czarno-biały film obyczajowy z 1966 roku w reżyserii Janusza Weycherta.

## Fabuła
Po sześciu latach nieobecności do rodzinnej wsi powraca Stanisław Gilarz, niegdyś wydalony ze szkoły dla dorosłych za zaloty do swojej o kilka lat starszej nauczycielki Marty Szymańskiej. Jego powrót wywołuje u niej uczucie niepokoju, ponieważ pamięta go ona jako aroganckiego, wiejskiego chłopaka. Gilarz próbuje się do niej zbliżyć. Marta myśli o nim, gdyż nie jest on jej całkowicie obojętny, lecz okazuje mu swą niechęć, udaremniając każdą podejmowaną przez niego próbę nawiązania z nią kontaktu. Ponadto nauczycielka wchodzi w konflikty natury zawodowej z kierownikiem Palkowskim, ponieważ nie chce udzielić promocji do następnej klasy synowi pracownika stadniny. Kierownik mści się na niej, wykorzystując wrogie nastawienie całej wsi, wobec uczennicy Alinki, córki Jachimiaka – jedynego we wsi ateisty. Pewnego dnia zaszczuta przez otoczenie dziewczynka ulega wypadkowi. Marta Szymańska jedzie z nią do szpitala, a następnie organizuje jej nowe życie w Krakowie. Sama też pragnie wyjechać ze wsi w której była nauczycielką. Gdy wraca okazuje się, że nowym kierownikiem szkoły jest jej dawny uczeń Gilarz.

## Obsada
- Barbara Krafftówna – Marta Szymańska
- Ryszard Filipski – Stanisław Gilarz
- Irena Orska – nauczycielka Helena
- Andrzej Kopiczyński – Leon, reporter Polskiego Radia, kolega Marty
- Andrzej Balcerzak – Palkowski, kierownik szkoły
- Joanna Walter – nauczycielka, żona Palkowskiego
- Antoni Jurasz – Czepielski
- Bolesław Płotnicki – Jachimiak
- Anna Domańska – Alinka, córka Jachimiaka
- Konstanty Miodowicz – Józek, syn Czepielskiego
- Adam Fornal – kierownik stadniny koni
- Jerzy Kowalski – obsada aktorska
- Jan Paweł Kruk – uczeń szkoły dla dorosłych
- Józef Łodyński – technik z Polskiego Radia
- Zygmunt Nowicki – nauczyciel
- Czesław Piaskowski – mężczyzna na zabawie
- Lucjan Sender – pracownik Polskiego Radia
- Tadeusz Śliwiak – obsada aktorska
- Tadeusz Teodorczyk – lekarz
- Tadeusz Waczkowski – nauczyciel Macuch
- Jan Burek – obsada aktorska
- Jacek Gacparski – kolega Józka
- Leszek Latacz – kolega Józka
- Jerzy Janeczek – chłopak na zabawie; nie występuje w napisach
- Adam Perzyk – mężczyzna; nie występuje w napisach
- Sylwester Przedwojewski – mężczyzna na zabawie; nie występuje w napisach
- Piotr Szczepanik – piosenkarz na zabawie; nie występuje w napisach
- Skaldowie – zespół akompaniujący piosenkarzowi na zabawie; nie występuje w napisach[1][2]

## Pierwowzór literacki filmu
Pierwowzorem literackim scenariusza filmu jest opowiadanie Zofii Posmysz pt. Szczęście pani Janiny. W napisach filmu nie istnieje wzmianka o pierwowzorze scenariusza. Opowiadanie ukazało się w zbiorze, zatytułowanym Przystanek w lesie (Warszawa, 1965). Jest adaptacją słuchowiska radiowego z 1964 roku, pt. Zanim mnie pani pozna.

## Muzyka
- Piosenkę Głogi (muz. Lucjan Kaszycki, sł. Tadeusz Śliwiak) wykonuje Piotr Szczepanik z towarzyszeniem zespołu Skaldowie – wykonawcy ci wystąpili w filmie jako muzycy śpiewający i grający na zabawie[1][2].